# Iván Fresneda
Iván Fresneda Corraliza (Madrid, 28 de setembro de 2004) é um futebolista espanhol que atua como lateral-direito. Atualmente, defende o Sporting. 

## Carreira
Começou a sua formação em clubes locais como CF Quijorna e EFMO Boadilla, também pela Academia do Real Madrid, onde passou quatro temporada, e do Leganés. Em 2020, integrou a formação do Real Valladolid, onde rapidamente se destacou. Estreou-se na equipa principal em janeiro de 2022, com apenas 17 anos, tornando-se um dos mais jovens da história recente do clube a atuar na La Liga. Em 2022/23, ganhou espaço na La Liga, tornando-se titular em vários jogos com apenas 18 anos.
Em agosto de 2023, transferiu-se para o Sporting, num negócio avaliado entre 9 e 11 milhões de euros, com contrato válido até 2028 e cláusula de rescisão fixada nos 80 milhões. O Valladolid ficou com 10% de uma futura mais-valia.
Iván Fresneda estreou-se oficialmente pelo Sporting no dia 3 de setembro de 2023, num jogo da Liga Portugal Betclic frente ao Braga, que terminou empatado 1-1. Ele entrou em campo aos 83 minutos, substituindo Ricardo Esgaio. A estreia nas competições europeias veio dias depois, a 21 de setembro de 2023, num jogo da Liga Europa, contra o Sturm Graz, na Áustria, também entrando como suplente. Também na Liga Europa, teve a sua estreia a titular, a 5 de outubro de 2023, na partida contra a Atalanta. No dia 2 de fevereiro de 2025, estreia-se a marcar pela equipa leonina, abrindo o marcador contra o Farense, após assistência de Conrad Harder. Foi também o seu primeiro golo por uma equipa sénior.

## Palmarés
- Taça de Portugal: 2024/25
- Primeira Liga: 2023/24; 2024/25